# 葛傳槼
葛傳槼（1906年9月—1992年7月29日），嘉定人，英語教師、學者和詞典編纂者，復旦大學教授，中國民主同盟盟員，被譽為中國外語教育界先驅之一。他是現代英語慣用法方面的專家。

## 生平
葛傳槼於大清光绪三十二年（1906年）在江蘇省嘉定鎮（今屬上海市嘉定區）出生，父親是光緒年間的秀才，以教書為生。他幼年時在家中接受啟蒙教育，他的母親用他們夫妻二人自製的字塊教他識字。後來，由於家境貧困，葛傳槼在讀了七年小學和一年半初中後被迫輟學。他在讀小學時便對英語感興趣，此後開始自學。輟學後，他在民國10年（1921年）考進北洋政府交通部屬下上海電報傳習所學習無線電報，第二年到崇明縣中學任教。
民國14年（1925年）至1937年淞沪会战期間，他在商務印書館任英語編輯一職，負責審閱書稿和助理編輯《英文雜誌》等工作。1934年，桂绍盱創辦競文書局並出任總經理，而葛傳槼則在書局擔任總編輯。他曾主編该書局於民國26年（1937年）4月1日開始出版的《競文英文雜誌》（半月刊）。在此期間，葛傳槼曾於1933年10月致信英國詞典編纂家亨利·華生·福勒，指出其編纂的《純正英語》（The King's English）和《現代英語慣用法詞典》（A Dictionary of Modern English Usage）中存在錯誤。福勒在回信中承認了這些錯誤，並且在信中對葛傳槼的英語運用加以讚賞，稱「看不出（信的）作者不是英國人」。從此葛傳槼聲名大振。
民國31年（1942年），葛傳槼編寫的《英語習慣用法詞典》出版，這本詞典是中國人編寫的第一本英語詞典。1945年他供職於光華大學。1951年光華、大夏合併成為華東師範大學；兩校合併後，葛仍在校內任教。1954年9月，他到復旦大學外文系任教，擔任教授。在復旦期間，外文系学生将他和当时的系主任楊豈深和教授徐燕谋並稱爲「Big Three」（三巨头）。在英語界中，他亦與北京中国人民大學的翻譯家許孟雄並稱為「北許南葛」。
文化大革命期間，葛傳槼被扣上「反動學術權威」的帽子。他曾因為在一次理髮時吩咐理髮師要當心他「腦袋裡裝滿了英語單詞」，被指「看不起勞動人民」，遭到批鬥。儘管如此，他仍被委派參加《新英漢詞典》的編纂。1972年尼克松訪華期間，他亦被調往協助將中文简介資料譯成英文。文革後，葛傳槼分別於1978年和1981年擔任首屆和第二屆復旦大學學術委員會委員。他亦在上海辭書學會中擔任顧問。除了專心於學術研究，他也經常在英文雜誌上回答讀者提出的問題。
1992年3月，葛傳槼病重。據曾經探望過他的上海交通大學教授毛榮貴回憶，住院後他的精神狀況變差，說話時已經講不清楚中文，大多數情況只講英語。7月29日，葛傳槼在上海華東醫院病逝，享年86歲。他的骨灰埋葬在嘉定的一個墓園內。

## 著作
以下列出其部分著作：
- 《英語慣用法詞典》：原名《英文用法大字典》[6]，1942年競文書局[6]第一次出版[7]，1958年時代出版社出版[21]，是第一本中國人編寫的英語詞典[7]。在2010年《21世紀英語教育》周刊主辦的「60年60本英語教育圖書」評選活動中，該書入選為其中之一。[22]
- 《新英漢詞典》：文革期間編纂，1973年初版[17]，是1949年「解放後」中國人獨立編纂的第一本英漢工具書[23]。該書也被評為「60年60本英語教育圖書」之一[22]。
- 《英語寫作》（又名《葛傳槼英語寫作》）：上海译文出版社，2017.3重印。
- 《英漢四用詞典》：詹文滸主編，葛與蘇兆龍、朱生豪、邵鴻馥等人共同編纂。1931年春開始編纂，1936年世界書局出版。[24]